# Jacques Laurent Béthune
Jacques Laurent Béthune est un homme politique français né le 21 août 1735 à Bouchain et mort le 14 janvier 1799 à Paris.
Procureur du roi au siège royal à bouchain puis juge au tribunal civil du Nord, il est élu député du Nord au Conseil des Cinq-Cents le 25 germinal an VI.

## Sources
- « Jacques Laurent Béthune », dans Adolphe Robert et Gaston Cougny, Dictionnaire des parlementaires français, Edgar Bourloton, 1889-1891 [détail de l’édition]
- " Dictionnaire historique et biographique de la révolution et de l'empire 1789-1815 ", Robinet dr, Robert Alphonse, Le chaplain J